# La ragazza del vagone letto
La ragazza del vagone letto è un film italiano del 1979 diretto da Ferdinando Baldi.
Il Mereghetti assegna la pellicola al genere rape and revenge e gli assegna una stella.

## Trama
Una decina di passeggeri si ritrovano su alcune carrozze di un treno per un lungo viaggio. Fra loro una prostituta, un paio di coppie, alcune ragazze, un poliziotto e tre malviventi; questi ultimi rubano la pistola al poliziotto e prendono il controllo di alcune carrozze, commettendo omicidi, stupri ed umiliazioni. Ma una fermata imprevista potrà dare a Pierre, un ex galeotto, la possibilità di rivincita.